# Les Peupliers
Les Peupliers est le titre d'une série de vingt-trois tableaux impressionnistes peints par Claude Monet de l'été à l'automne 1891 (W1291-1313, selon la numérotation adoptée par Daniel Wildenstein dans son Catalogue raisonné des œuvres de Claude Monet), entre la série des Meules, achevée au début de l'année 1891, et celle des vues de la Cathédrale de Rouen, débutée en février 1892. Monet reprend ainsi un thème déjà brièvement exploré en 1887 avec les tableaux "Sous les Peupliers, effet de soleil" et "Sous les Peupliers" (W 1135 et 1136).
D'abord directement peintes sur le motif, les vingt-trois toiles prennent pour sujet une rangée de peupliers bordant la rivière de l'Epte, un affluent de la Seine, sur la commune de Limetz (aujourd'hui Limetz-Villez), à deux kilomètres de la propriété de Claude Monet à Giverny.

## Lieux de conservation
Comme pour les autres séries de Monet, les tableaux sont aujourd'hui dispersés dans les collections et musées du monde entier, rendant impossible l'observation de la série en son entier (en dehors des reproductions dans les ouvrages d'art, ou les galeries virtuelles). Les musées exposant un ou plusieurs tableaux de la série sont les suivants :
- en France : le Musée d'Orsay à Paris (Effet de vent, série des peupliers, W1302[4]).
- au Royaume-Uni : la Tate Modern à Londres (Les Peupliers au bord de l'Epte, W1300[5]), la National Gallery of Scotland à Édimbourg (Peupliers sur les bords de l'Epte, W1310[6]), le Fitzwilliam Museum à Cambridge (Peupliers, W1313[7]).
- aux États-Unis : le Philadelphia Museum of Art à Philadelphie (Les Peupliers, effet blanc et jaune, W1298[8] et Les Peupliers, trois arbres roses, automne, W1307[9]), le Metropolitan Museum of Art à New York (Peupliers des bords de l'Epte, W1309[10]).
- au Japon : le Musée national de l'art occidental à Tokyo (Les Trois arbres, été, W1305[11]).

L'exposition Claude Monet (1840-1926) qui s'est tenue du 22 septembre 2010 au 24 janvier 2011 à Paris au Grand Palais en présentait cinq au public.

## Choix du sujet et circonstances d'exécution

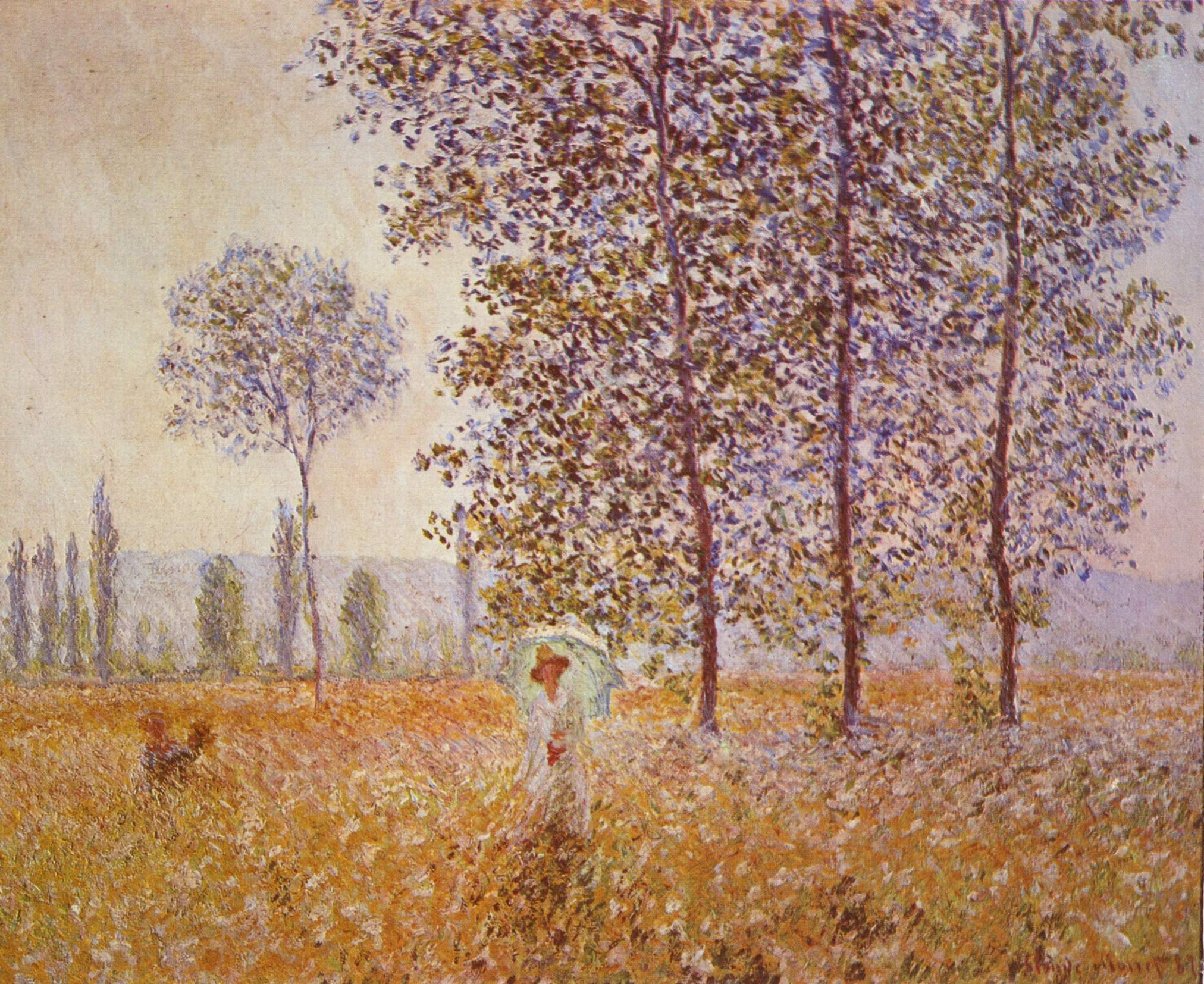
Sous les peupliers, effet de soleil, 1887,, Staatsgalerie Stuttgart.

Depuis qu'il était installé à Giverny, Monet avait déjà pu remarquer la haute silhouette des peupliers, pour les représenter à l'arrière-plan de certaines de ses toiles, ou au milieu d'un champ dans une scène de promenade en famille (W1135-W1136), ou encore, de façon plus radicale, comme motif principal de deux toiles qui annoncent la série de 1891 (W1155-1156). Et c'est au printemps 1891, la série des Meules juste achevée, qu'il entreprend celle-ci, sur un motif là encore unique, la rangée de peupliers qui suit le cours sinueux de l'Epte, en bordure du marais communal de Limetz. Bien que les peupliers se trouvent à un peu plus de deux kilomètres à travers champs de chez lui, il préfère s'y rendre par l'Epte, en passant d'abord prendre sa norvégienne, un bateau traditionnel de rivière, à  son hangar de l'île aux Orties. Au début de l'été cependant, il remarque que ses peupliers sont marqués au tronc d'en entaille à la hache pour l'abattage, la commune de Limetz ayant décidé de les mettre en adjudication. Il se rend chez le maire, s'informe de la date des enchères, prévues le 2 août, et va négocier avec le marchand de bois qui désire s'en rendre acquéreur pour revoir les enchères à la hausse, au cas où elles dépasseraient la somme qu'il avait prévue, à la condition de les laisser sur pied le temps de finir sa série en cours. Le lot ayant été attribué à un peu moins de 6 000 francs, c'est non sans maugréer qu'il versera la différence au patron de la scierie. À la fin de l'été, nouvelle menue péripétie : trouvant son embarcation incommode, Monet écrit à Gustave Caillebotte le 14 septembre 1891 pour lui emprunter la sienne : « Votre bateau me serait d'une grande utilité en ce moment. Je travaille à une quantité de toiles sur l'Epte et suis très mal à l'aise en norvégienne… Si le bateau est stable et assez grand, il peut me rendre un grand service. » La série se poursuivra sur le motif jusqu'en novembre 1891 - avant d'être achevée en atelier.

## Cadrages et cadres
Alors que la série des Meules variait considérablement les angles de prise de vue, les cadrages, et les formats des toiles, celle des Peupliers est beaucoup plus stable.
On peut dégager, selon le point de vue adopté par Monet, quatre sous-ensembles. Les trois premiers adoptent un point de vue depuis le milieu de ma rivière :
- Le premier (W1291-W1300) représente, de la droite vers la gauche, une rangée de sept arbres au plan principal (8 sur le W1291), qui tourne au bord gauche du cadre pour se poursuivre à l'arrière, en épousant le cours sinueux de l'Epte, et vient dessiner un « S » majestueux qui zèbre la toile.
- Le second (W1310-1311) suit le coude de la rivière, les peupliers dessinant une ligne courbe unique descendant du bord supérieur droit au milieu gauche de la toile.
- Le troisième (W1301-1309) présente trois fûts au plan principal (ou cinq pour le W1301, et quatre pour le W1309), coupés à la cime, alors que derrière eux se dessine le coude de l'Epte dans un chevron qui part de la gauche de la toile, oblique et revient vers la gauche en venant se confondre finalement avec la ligne végétale du sol.
- Le quatrième (W1312-1313) en revanche adopte un point de vue opposé, depuis le marais, les quatre peupliers du plan principal partant de la gauche vers la droite du cadre, puis tournant avec le coude de l'Epte pour revenir vers la gauche, et tournant à nouveau pour rejoindre, à l'arrière-plan, la droite du cadre, dans un enroulement en spirales.

À la différence Meules, les toiles sont prises dans la hauteur, le cadre soulignant les fûts qui se dressent vers le ciel (si l'on excepte les deux toiles doubles W1311-12 et W1312-13). Les formats 92 × 73 cm et 100 × 65 cm dominent et unifient la série, à l'exception notable des Quatre Arbres du Metropolitan Museum of Art de New York (W1309), dans un format presque carré de 81,9 × 81,6 cm.

## Intérêt de la série

### Une influence de l'estampe japonaise

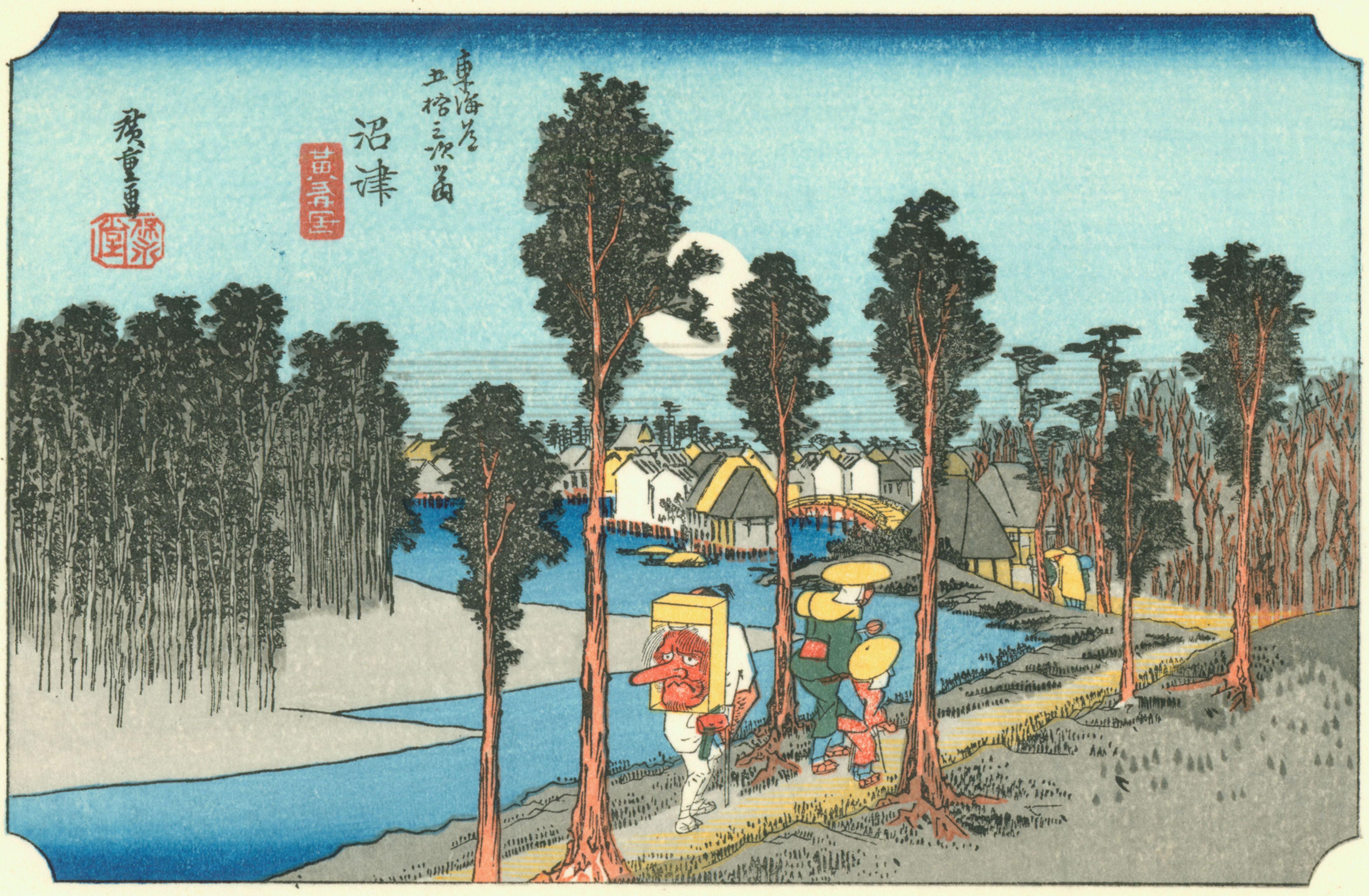
Hiroshige, Numazu, estampe 13, douzième station des Cinquante-trois Stations du Tōkaidō, 1833-34.

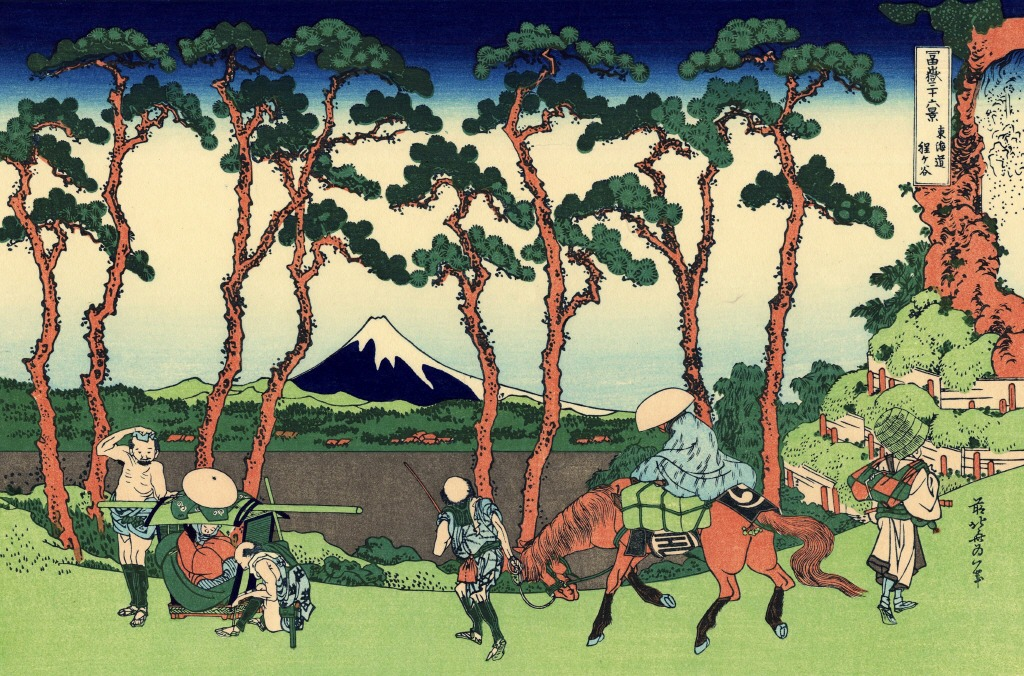
Hokusai, Hodogoya sur la route du Tokaido, trente-sixième des Trente-six vues du mont Fuji, vers 1830.

La série des Peupliers semble redevable au vif intérêt qu'éprouve Monet pour l'art japonais de l'estampe, l'ukiyo-e, dont il décore sa salle à manger à Giverny. Tout d'abord, le principe même de la série est commun au peintre de Giverny et à Hokusai (les Trente-six vues du mont Fuji, 1831-1833), voire à Hiroshige (Les Cinquante-trois Stations du Tōkaidō), qu'il admirait tout particulièrement. De plus, les arbres venant souligner la rive, et le rendu sinueux des troncs, semblent également communs, comme l'exposition « Monet and Japan », qui s’est tenue à la National Gallery of Australia à Canberra en 2001, a essayé de le montrer.

### Parmi les représentations atmosphériques, une toile qui n'estd'aucun temps et d'aucune saison
Si Monet reprend dans la série des Peupliers le thème obsessionnel dans son œuvre de la variation des saisons, des éclairages, et des conditions climatiques, comme les différentes titres de ses toiles le montrent à nouveau, l'une de ses toiles se détache de l'ensemble. C'est ainsi qu'il écrit à un de ses confrères, en novembre 1891 : « Je me suis encore escrimé tant bien que mal avec l'admirable motif de paysage que j'ai dû faire par tous les temps afin d'en faire un qui ne soit d'aucun temps, d'aucune saison. » Ce seront Les Quatre Arbres du Metropolitan Museum of Art (W1309). Ainsi, une fois n'est pas coutume, Monet se déprend du naturalisme d'émotivité qui le caractérise, et qui le rend attaché, voire acharné au rendu exact du motif pris dans son instantanéité, pour tendre vers une toile où, derrière l'intemporalité, apparaît un champ d'investigation nouveau pour la peinture.

### Une mise en doute de la perspective qui «rabat l'espace sur le plan du tableau»[22]

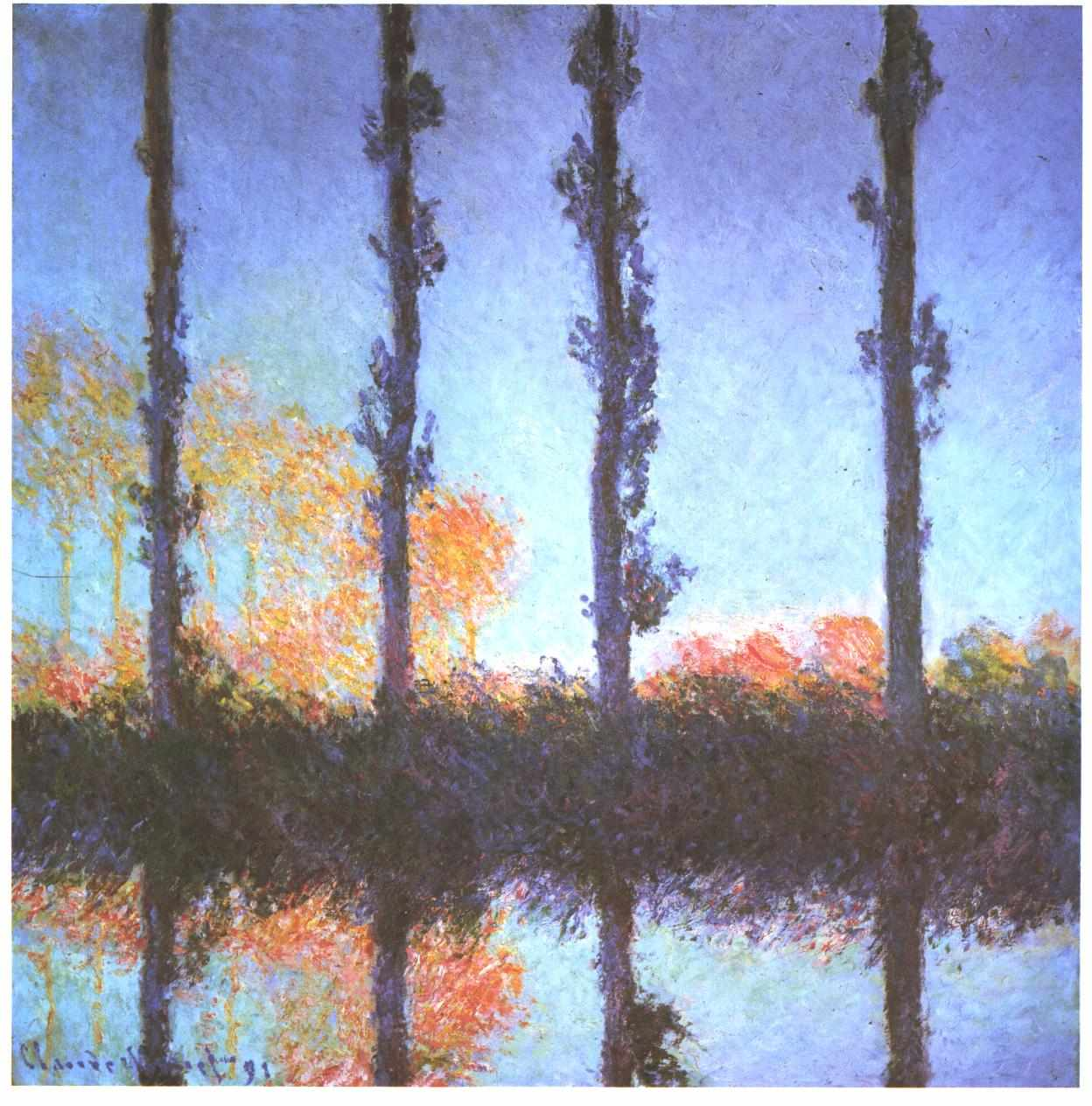
Les Quatre arbres [W1309], 1891,, Metropolitan Museum of Art.

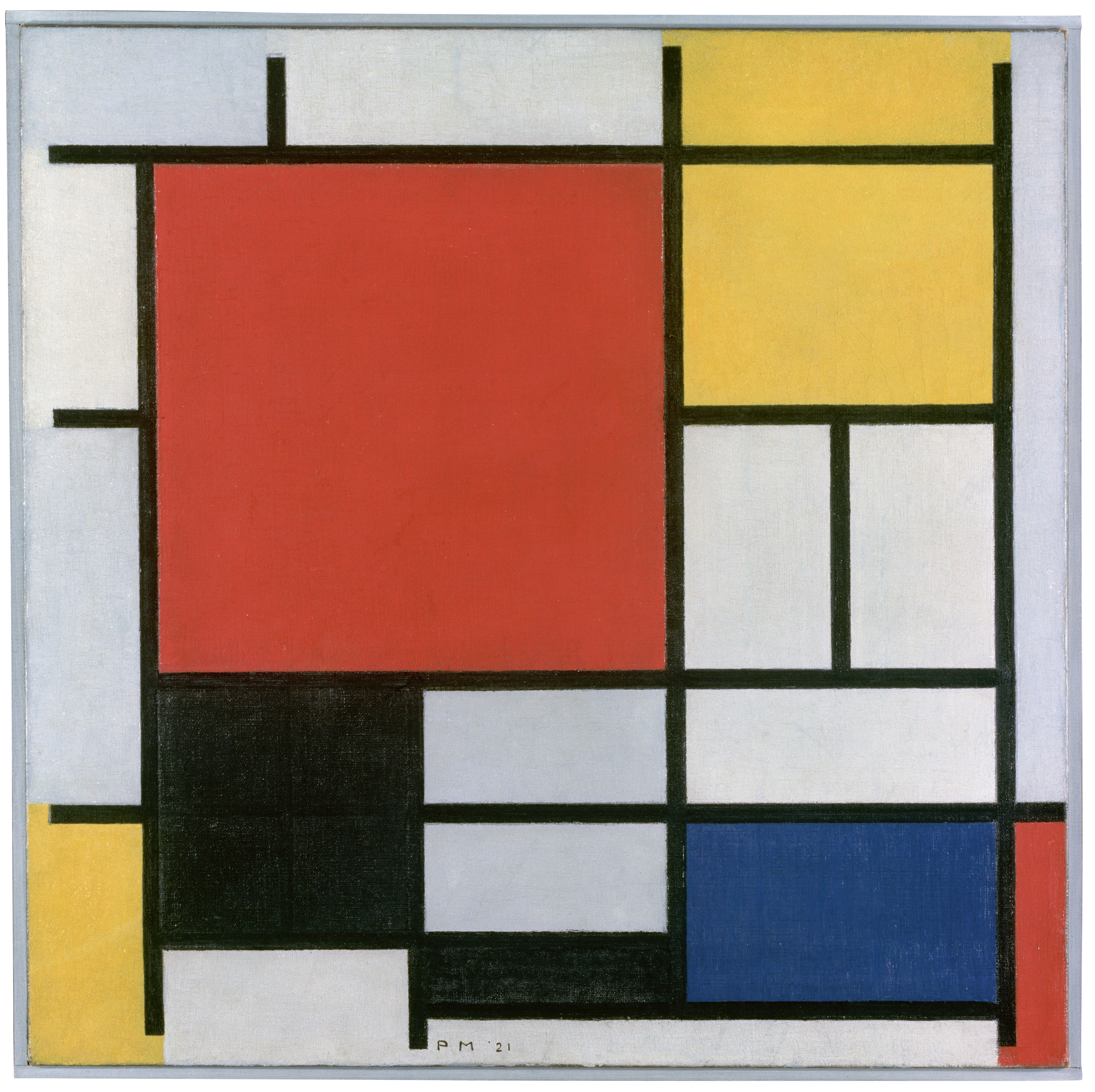
Piet Mondrian, Composition en rouge, jaune, bleu et noir, 1926, Musée municipal de La Haye.

Alors que le sujet retenu, une ligne de peupliers qui serpente et s'éloigne vers l'arrière-plan en suivant le coude de la rivière, présuppose une attention particulière à la perspective, Monet rejette en partie les leçons de ses prédécesseurs en utilisant, pour représenter les rideaux d'arbres successifs et la texture de leurs feuillages, la même densité de matière, quel que soit leur éloignement. Ainsi, l'impression de profondeur est perturbée, et l'espace réel semble se rabattre sur l'espace de la toile.
Un tableau comme celui du Metropolitan Museum of Art de New York (W1309) pousse cette expérimentation encore plus loin. Les quatre troncs d'arbres y sont traités, plus encore que comme des motifs d'après nature, comme quatre lignes structurantes qui se reflètent dans le miroir quasi parfait de l'eau - la rive sombre de la rive traçant quant à elle une horizontale. Ainsi, le référent du motif tend à s'effacer pour laisser la place à un jeu de lignes verticales et horizontales, qui répondent au carré choisi pour cadre. La toile devient moins une fenêtre ouverte sur le monde réel qu'un espace-plan traité pour lui-même, où se répartissent des lignent des couleurs, anticipant de plusieurs décennies les compositions géométriques à angles droits de Piet Mondrian.

## Liste
La liste suivante recense les 23 versions des Peupliers.
| Illus. | Titre                                                                      | Musée                                    | Ville        | Pays       | Dimensions (cm) | Année | #,    |
| --- | -------------------------------------------------------------------------- | ---------------------------------------- | ------------ | ---------- | --------------- | ----- | ----- |
| | Peupliers près de Giverny, temps couvert                                   | Moa Museum of Art                        | Atami        | Japon      | 92 × 73         | 1891  | W1291 |
| | Peupliers au bord de l'Epte, effet du soir                                 |                                          |              |            | 100 × 65        | 1891  | W1292 |
| | Rangée de peupliers                                                        | Collection privée                        |              | États-Unis | 100 × 65        | 1891  | W1293 |
| | Peupliers au bord de l'Epte, effet de soleil couchant                      |                                          |              |            | 100 × 65        | 1891  | W1294 |
| | Peupliers, coucher de soleil                                               |                                          |              |            | 102 × 62        | 1891  | W1295 |
| | Peupliers au bord de l'Epte, crépuscule                                    | Museum of Fine Arts                      | Boston       | États-Unis | 100 × 65        | 1891  | W1296 |
| "Peupliers au bord de l’Epte, automne" (1891) de Claude Monet (W 1297)                                     | Peupliers au bord de l'Epte, automne                                       | collection privée, vente Christie's 2022 |              |            | 100 × 65        | 1891  | W1297 |
| | Les Peupliers, effet blanc et jaune dit aussi Les Peupliers, fin d'automne | Philadelphia Museum of Art               | Philadelphie | États-Unis | 100 × 65        | 1891  | W1298 |
| "Poplars on the Banks of the River Epte, Overcast Weather" (1891) by Claude Monet - Sotheby's sale (W1299) | Peupliers au bord de l'Epte, temps couvert                                 | Collection privée, vente Sotheby's 2023  |              |            | 91 × 81         | 1891  | W1299 |
| | Les Peupliers au bord de l'Epte                                            | National Gallery, prêt du Tate Modern    | Londres      | Angleterre | 92,4 × 73,7     | 1891  | W1300 |
| "Les Peupliers" (1891) de Claude Monet (W 1301)                                                            | Les Peupliers                                                              | collection privée, vente Christie's 2011 |              |            | 116 × 73        | 1891  | W1301 |
| | Effet de vent, série des peupliers                                         | Musée d'Orsay                            | Paris        | France     | 100 × 73        | 1891  | W1302 |
| | Les Trois Arbres, temps gris                                               | collection privée                        |              |            | 92 × 73         | 1891  | W1303 |
| | Les Trois Arbres, printemps                                                | Dallas Museum of Art                     | Dallas       | États-Unis | 92 × 73         | 1891  | W1304 |
| | Les Trois Arbres, été                                                      | The National Museum of Western Art       | Tokyo        | Japon      | 92 × 73,5       | 1891  | W1305 |
| | Trois Peupliers, effet d'automne                                           | collection privée                        |              |            | 92 × 73         | 1891  | W1306 |
| | Les Peupliers, trois arbres roses, automne                                 | Philadelphia Museum of Art               | Philadelphie | États-Unis | 93 × 74,1       | 1891  | W1307 |
| | Les Trois arbres, automne                                                  | collection privée                        |              |            | 92 × 73         | 1891  | W1308 |
| | Les Quatre arbres                                                          | Metropolitan Museum of Art               | New York     | États-Unis | 81,9 × 81,6     | 1891  | W1309 |
| | Peupliers sur les bords de l'Epte                                          | National Gallery of Scotland             | Édimbourg    | Écosse     | 82 × 81,4       | 1891  | W1310 |
| | Les Peupliers, automne                                                     | collection privée                        |              |            | 80 × 92         | 1891  | W1311 |
| | Peupliers au bord de l'Epte, vue du marais                                 | collection privée                        |              |            | 88 × 93         | 1891  | W1312 |
| | Peupliers, vus du marais                                                   | Fitzwilliam Museum                       | Cambridge    | Angleterre | 90 × 93         | 1891  | W1313 |